# Pickersgill Reef
Pickersgill Reef är ett rev på Stora barriärrevet i Australien.   Det ligger 55 km sydost om Cooktown i delstaten Queensland. 